# Hamburg (Arkansas)
Hamburg è una città (city) e capoluogo della contea di Ashley nello Stato dell'Arkansas, negli Stati Uniti d'America. La popolazione era di 2,857 persone al censimento del 2010.
Qua è nato l'ex cestista Scottie Pippen.

## Geografia fisica
Hamburg è situata a 33°13′39″N 91°47′54″W (33.227369, -91.798472).
Secondo lo United States Census Bureau, ha un'area totale di 3,4 miglia quadrate (8,8 km²).

## Società

### Evoluzione demografica
Secondo il censimento del 2000, c'erano 3,039 persone.

### Etnie e minoranze straniere
Secondo il censimento del 2000, la composizione etnica della città era formata dal 60,32% di bianchi, il 33,63% di afroamericani, lo 0,36% di nativi americani, lo 0,13% di asiatici, lo 0,10% di oceanici, il 3,62% di altre razze, e l'1,84% di due o più etnie. Ispanici o latinos di qualunque razza erano il 6,55% della popolazione.